# Gnomónica
Gnomónica ou Gnomônica (do grego γνώμων, que significa "intérprete, discernidor") é a ciência responsável por desenvolver teorias e reunir conhecimentos sobre a divisão do arco dia, ou trajetória do Sol acima do horizonte, através da utilização de projeções sobre superfícies específicas. Esta ciência é muito útil para a concepção e construção de relógios de sol, bem como cartografia (Projeção gnomônica, referente à projeção de uma esfera sobre um plano tangente a partir do seu centro).

## Relógio de Sol
O Relógio de Sol trata-se de um instrumento utilizado para a medição da passagem do tempo de acordo com o posicionamento do Sol. Sua estrutura consiste em uma superfície plana circular com marcações uniformes em seu perímetro, essas que serão utilizadas para medir a passagem temporal, e um pino, ou placa, acoplado de forma ortogonal à superfície, chamado de gnômon, cuja sombra é projetada sobre as marcações presentes. A sombra, que serve como ponteiro, desloca-se ao longo do dia de acordo com a posição solar. 

## Egito Antigo
No ano de 2013, em uma expedição no Vale dos Reis, uma Necropolis do Antigo Egito, liderada pela egiptóloga suíça Susanne Bickel, acompanhada por arqueólogos da Universidade de Basileia, encontraram em uma tumba operária o que é considerado o mais antigo relógio de sol portátil conhecido no Egito, datado aproximadamente de 1500 a.C. (XVIII Dinastia). O artefato arqueológico consiste em uma placa de calcário de aproximadamente 16 centímetros de largura, num formato de semicírculo dividido em 12 segmentos equivalentes e pequenos pontos marcando subdivisões em seu perímetro, com um orifício central possivelmente para fixar o gnômon. 

## Referência
1. ↑  «Gnomonic projection - Knowledge and References». Taylor & Francis (em inglês). Consultado em 5 de julho de 2025
2. ↑  «Relógio de Sol. Funcionamento do relógio de sol». Brasil Escola. Consultado em 5 de julho de 2025
3. ↑  «One of world's oldest sun dial dug up in Kings' Valley, Upper Egypt». ScienceDaily (em inglês). Consultado em 5 de julho de 2025